# Astyanax giton
Astyanax giton es una especie de pez de la familia Characidae en el orden de los Characiformes.

## Morfología
Los machos pueden llegar alcanzar los 8 cm de longitud  total.

## Hábitat
Vive en zonas de clima tropical (entre 20 °C-25 °C).

## Distribución geográfica
Se encuentran en Sudamérica: Brasil.